# Klavierkonzert G-Dur (Ravel)
Das Klavierkonzert in G-Dur ist eines von zwei Klavierkonzerten von Maurice Ravel. Es entstand zwischen 1929 und 1931, parallel zu seinem Klavierkonzert D-Dur für die linke Hand. Es besteht aus drei Sätzen: Allegramente, Adagio assai, und Presto. Neben baskischen Einflüssen ist es von damals auch in Paris modernen Jazzharmonien und -eigenheiten geprägt, die Ravel während seiner Amerikatournee 1928 beeindruckten.

## Uraufführung
Nach seiner erfolgreichen Konzerttournee durch Amerika wollte Ravel das Werk ursprünglich selber uraufführen. Gesundheitsbeschwerden hinderten ihn jedoch daran – durch vorbereitende Übungen der Etüden Franz Liszts und Frédéric Chopins litten seine Hände unter Ermüdungserscheinungen. Stattdessen wurde das Konzert am 14. Januar 1932 durch Ravel am Dirigentenpult des Orchestre Lamoureux und Marguerite Long am Flügel uraufgeführt. Long war eine für ihre Interpretationen der Werke Gabriel Faurés und Claude Debussys bekannte Pianistin und hatte Ravel bereits vorher um ein neu aufzuführendes Werk gebeten – letzten Endes widmete er ihr sogar die Partitur des Klavierkonzerts. Die Erstaufführung auf dem Nordamerikanischen Kontinent fand am Abend des 22. April 1932 gleichzeitig durch das Boston Symphony Orchestra und das Philadelphia Orchestra in ihren jeweiligen Stammhäusern statt.

## Instrumentation
Ravel schreibt dem Orchester folgende Besetzung vor: Piccoloflöte, Flöte, Oboe, Englischhorn, Es-, B- und A-Klarinette, zwei Fagotte, zwei Hörner in F, Trompeten in C, Posaune, Pauke, Triangel, kleine Trommel, Becken, große Trommel, Tamtam, Holzblock, Peitsche, Harfe, Klavier, 16 Violinen, 6 Violen, 6 Celli, 4 Kontrabässe.

## Form

### Allegramente
Der erste Satz wird von einem einzelnen Peitschenschlag eröffnet. Ihm folgt eine Mischung der bekannten Baskischen und Spanischen Klänge aus Ravels Jugend mit dem neu entdeckten Jazz-Klang. Der Eröffnungssatz ist wie viele Konzerte in der gebräuchlichen Sonatensatzform geschrieben, allerdings mit einer äußerst langen Exposition. 
Mit 106 Takten Länge werden in der Exposition die meisten musikalischen Ideen des ersten Satzes vorgeführt. Nach dem Peitschenschlag und dem gleichzeitig einsetzenden Trommelwirbel beginnt das Klavier, das bald zu einer Begleitfigur für die einsetzende Piccoloflöte wird, die das Hauptthema einführt. Bald verstummt das Klavier; das Orchester schwillt zu voller Stärke an und verleiht dem Thema mit jedem Takt eine neue Facette, bis letztendlich das Klavier in eine unheimliche, traumgleiche musikalische Repetition abgleitet. Bald jedoch setzt das Orchester mit einer Blues-ähnlichen Figur wieder ein, stets zwischen Dur und Moll wechselnd. Das zweite Thema wird mit einer starken Dissonanz (ais und h) eingeleitet, geht allerdings schnell in eine reiche, melodische Form über, die an George Gershwins acht Jahre früher uraufgeführte Rhapsody in Blue erinnert. 
Nach einer schnellen Akkordfolge des Klaviers wird das zweite Thema unter Verwendung vieler Anleihen aus dem ersten Thema weiterentwickelt. Nach einer Vielzahl an Steigerungen wird die Musik in eine mystische Passage übergeführt, in der die Streicher sowie die Harfe dominiert. Nach einer kurzen Pause führt sich die Passage fort, wird dann aber von einer Variation der Blues-Figur des ersten Themas unterbrochen. 
Eine verfremdete Version des ersten Themas eröffnet die Reprise. Anschließend wiederholt eine Kadenz des Klaviers das zweite Thema. Mithilfe dieser aufwendigen Aufarbeitung gelangt der Satz zu einem energischen Schluss, der aus einer derben Tonleiter der Blechbläser besteht. 

### Adagio assai
Im Gegensatz zum vorigen Satz ist der zweite, in Brückenform geschriebene Satz sehr ruhig, fast von Mozart’scher Klarheit. Obwohl sie scheinbar mühelos zu spielen ist, sagte Ravel selbst über die eröffnende Melodie: »Dieser fließende Ausdruck! Wie ich ihn Takt für Takt überarbeitet habe! Er brachte mich beinahe ins Grab!« 
Das erste Thema wird lediglich durch das Klavier vorgestellt, wobei die rechte Hand die Melodie übernimmt, während die linke Hand begleitet, dem Stile einer Nocturne Chopins nicht unähnlich. Nach einiger Zeit setzt das Orchester ein; Streicher und Holzbläser tragen die Melodie fließend ins zweite Thema über. 
Das zweite Thema, durch die Fagotte eingeführt, wirkt dichter und packender als das erste. Es erscheint mit großer Leichtigkeit, bedient sich dissonanter Harmonien und Figuren des Klaviers und geht dann ebenso leicht in eine Reprise des ersten Themas über. Eine kurze Coda bringt den Satz zu einem sanften Ende.

### Presto
Der dritte Satz in verkürzter Sonatenform nimmt die Intensität des ersten mit seinen schnellen Melodien und schwierigen Passagen auf. Seit der Uraufführung diente der Satz als Anlass für Kritik.
Das Klavier führt das erste Thema ein, eine schnelle Akkordfolge, bevor es durch dissonante Zwischenrufe der Holz- und Blechbläser gestört wird. Es wird dennoch weitergeführt, auch wenn sich die Zwischenrufe auf das gesamte Orchester ausweiten. Nach einer Vielzahl an thematischen Modulierungen gelangt der Satz zum Schluss, wobei er mit jenen vier Akkorden aufhört, mit welchen er auch begonnen hat.